# Charles Heaphy
Charles Heaphy (Londres, 1820 - Brisbane (Australie), 3 août 1881) est un explorateur et artiste britannique.

## Biographie
Né dans une famille d'artiste, fils du peintre Thomas Heaphy (en), il fait des études à la Royal Academy. La Compagnie de Nouvelle-Zélande l'engage en 1837 comme topographe et dessinateur. Il voyage alors avec Edward Gibbon Wakefield et son frère William Wakefield (en) et débarque avec eux sur le site de l'actuelle Wellington.
Dès 1840, il participe à plusieurs expéditions sur la côte Sud-Ouest de l'île Nord, de Porirua à Taranaki avec entre autres Ernst Dieffenbach ainsi que dans les Îles Chatham. De 1843 à 1846, il explore toute la zone autour du lac Rotoiti avec Thomas Brunner et en mars 1845, la région du cap Foulwind dans l'Ouest de l'île du Sud.
En 1848, à Coromandel, il est embauché comme topographe et milicien, ce qui lui vaut la Croix de Victoria, le premier à le recevoir en Nouvelle-Zélande. Il participe ainsi aux guerres maories.
Député de Parnell (1867-1870), il travaille ensuite comme fonctionnaire jusqu'à la fin de sa vie.

## Peintures
On lui doit de nombreuses peintures de paysages de Nouvelle-Zélande. 

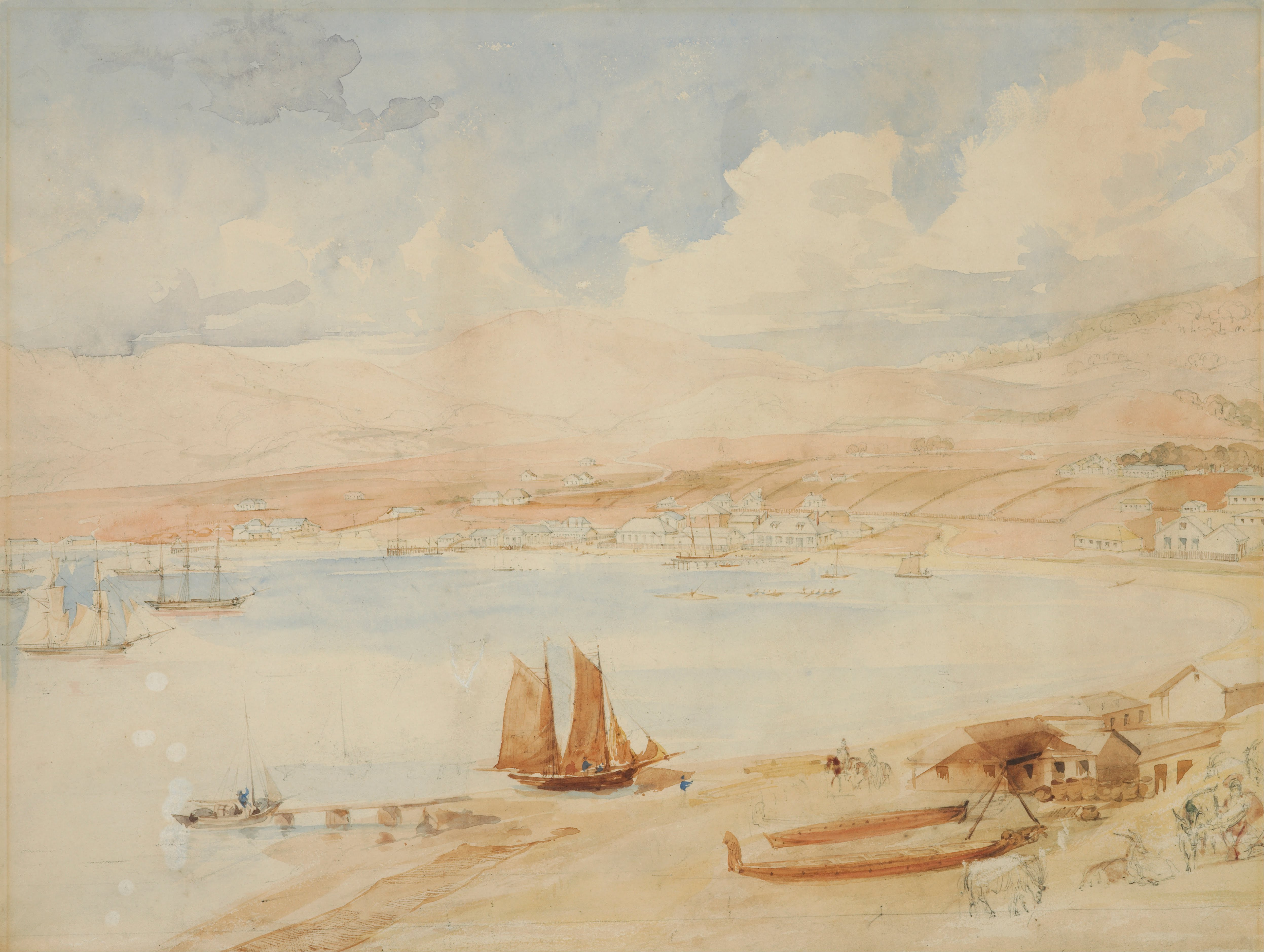
Vue du Port de Wellington (1841)
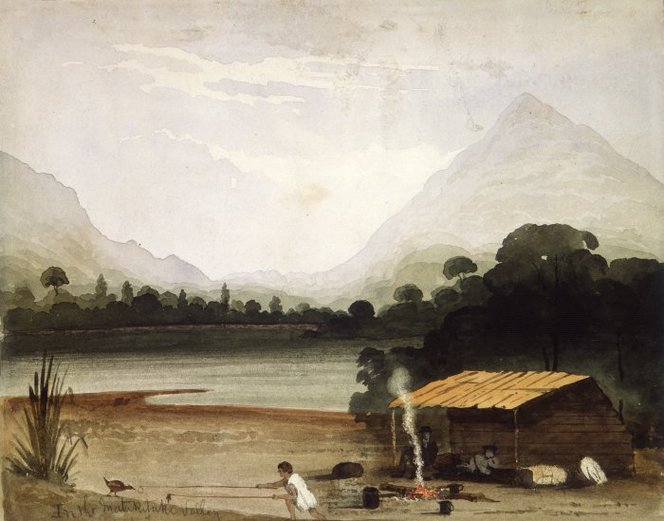
Peinture de William Fox représentant une scène de février 1846 lors d'une expédition avec Heaphy et Thomas Brunner. Heaphy et Brunner sont à l'avant de la cabane.
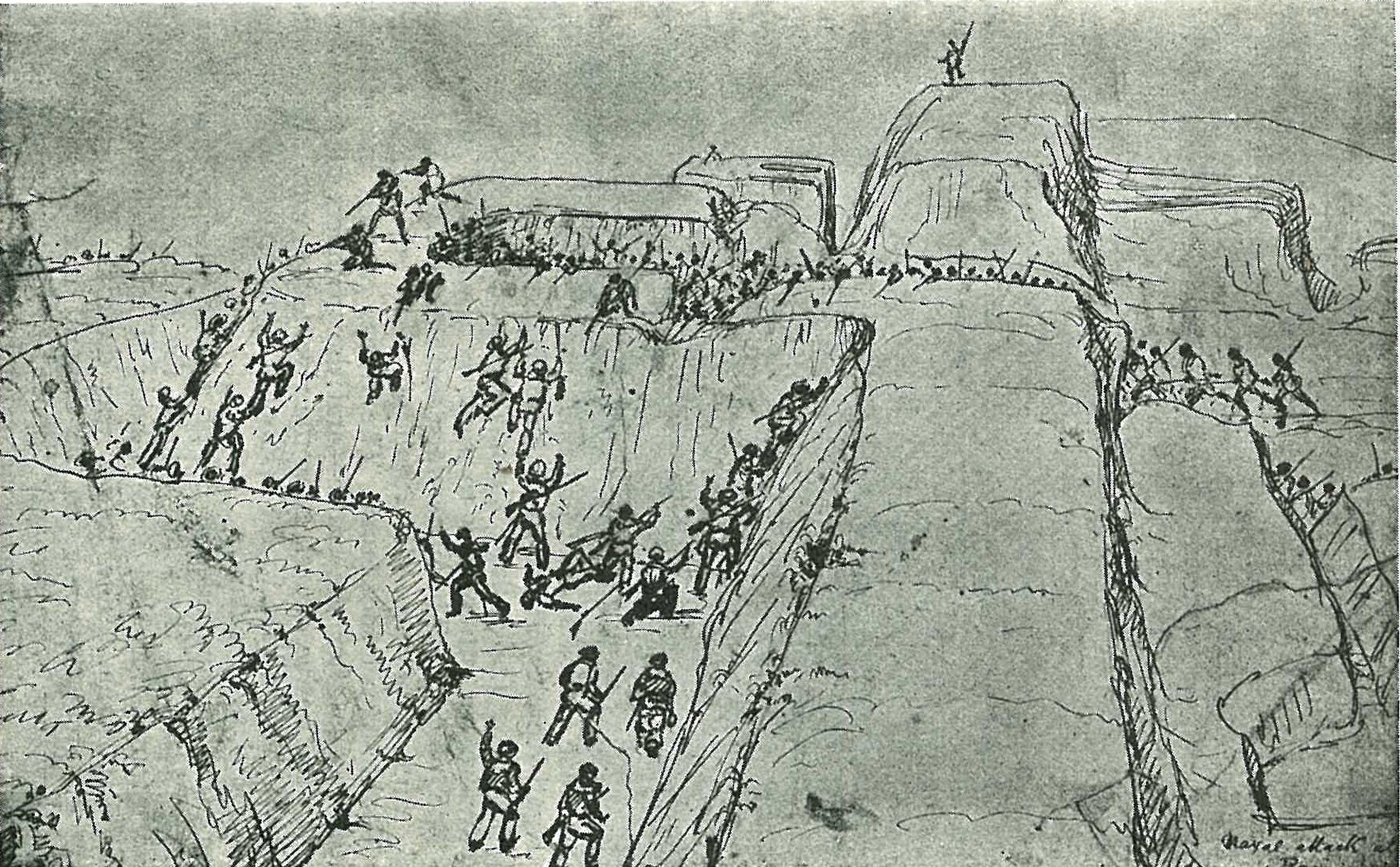
Attaque navale de Rangiriri, croquis de 1863 par Heaphy.

## Hommages et distinctions

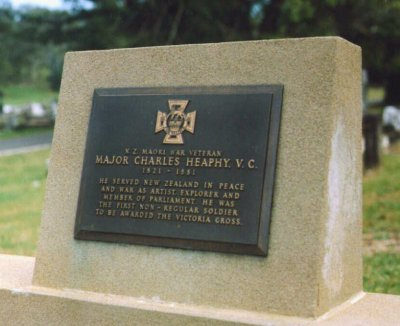
Tombe de Charles Heaphy au cimetière Toowong de Brisbane

- Le Haephy track au Nord-Ouest de l'île du Sud a été nommé en son honneur.
- Croix de Victoria (1848)